# Alfred Weber
Alfred Weber (30 de julio de 1868 - 2 de mayo de 1958) fue un economista, geógrafo, sociólogo y teórico de la cultura alemán, cuyo trabajo fue influyente en el desarrollo de la geografía económica moderna. Alfred Weber nació en Erfurt y se crio en Charlottenburg. De 1907 a 1933 fue profesor en la Universidad de Heidelberg. Alfred fue hermano del sociólogo alemán Max Weber.

## Obra
Weber apoyó la reintroducción de la teoría y los modelos causales en el campo de la economía, además de utilizar el análisis histórico. En este campo, sus logros incluyen el trabajo en los primeros modelos de localización industrial. Vivió durante el período en que la sociología se convirtió en un campo separado de la ciencia.
Weber mantuvo un compromiso con las tradiciones de la "filosofía de la historia". Contribuyó con teorías para analizar el cambio social en la civilización occidental como una confluencia de la civilización (intelectual y tecnológica), los procesos sociales (organizaciones) y la cultura (arte, religión y filosofía).

## La teoría del coste mínimo
Apoyándose fuertemente en el trabajo desarrollado por el relativamente desconocido Wilhelm Launhardt, Alfred Weber formuló una teoría de la ubicación industrial de menor coste que trata de explicar y predecir el patrón de ubicación de la industria a una escala macro. Hace hincapié en que las empresas buscan un sitio de transporte y costos laborales mínimos.
El punto para ubicar una industria que minimiza los costes de transporte y mano de obra requiere el análisis de tres factores:

### Índice del material
El punto de transporte óptimo se basa en los costes de distancia según el "índice del material": la relación de pesos de los productos intermedios (materias primas) hasta el producto acabado.
En un escenario en que el peso del producto final es menor que el peso de la materia prima utilizada para fabricar el producto, tenemos la industria que pierde peso. Por ejemplo, en la industria del cobre, sería muy costoso transportar las materias primas lejos para su procesamiento, por lo que la fabricación se hace cerca de las materias primas. (Además de la minería, otras actividades primarias (o industrias extractivas) se consideran materialmente orientadas: fábricas de madera, fabricación de muebles, la mayoría de las actividades agrícolas, etc. A menudo ubicadas en áreas rurales, estas empresas pueden emplear a la mayoría de la población local.
En el otro escenario, el producto final es igualmente pesado (el índice del material es igual a 1) que las materias primas que requieren transporte. Por lo general, se trata de una materia prima omnipresente, como el agua, que se incorpora al producto. Esto se llama la industria que gana peso. Este tipo de industria tiende a acumularse cerca del mercado o de la fuente de materia prima, y se llama industria de pies pequeños. La industria algodonera es un ejemplo prominente de materia prima que gana peso.
En algunas industrias, como la industria química pesada, el peso de las materias primas es menor que el peso del producto terminado. Estas industrias siempre crecen cerca del mercado.
El punto de transporte óptimo de Weber es una generalización del problema puntual de Fermat. En su forma más simple, el problema de Fermat consiste en localizar un punto D con respecto a tres puntos A, B y C de tal manera que se minimice la suma de las distancias entre D y cada uno de los otros tres puntos. En cuanto al problema del triángulo de Weber, consiste en ubicar un punto D con respecto a tres puntos A, B y C de tal manera que se minimiza la suma de los costos de transporte entre D y cada uno de los otros tres puntos. En 1971, Luc-Normand Tellier encontró la primera solución numérica directa (no iterativa) de los problemas del triángulo de Weber y Fermat. Mucho antes de las contribuciones de Von Thünen, que datan de 1818, el problema del punto de Fermat puede verse como el comienzo de la economía espacial. Fue formulado por el famoso matemático francés Pierre de Fermat antes de 1640. En cuanto al problema del triángulo Weber, que es una generalización del problema del triángulo de Fermat, fue formulado por primera vez por Thomas Simpson en 1750 y popularizado por Alfred Weber en 1909.
En 1985, en un libro titulado Économie spatiale: rationalité économique de l'espace habité, de Tellier formuló un problema nuevo que llamó el "problema atracción- repulsión", el cual constituye una generalización de los problemas de Fermat y Weber. En su versión más sencilla, el problema de atracción-repulsión consiste en localizar un punto D con respecto a tres puntos A1, A2 y R de tal manera que las fuerzas atractivas ejercidas por los puntos A1 y A2, y la fuerza repulsiva ejercida por R se compesen. En el mismo libro, Tellier solucionó el problema por primera vez en el caso del triángulo, y reinterpretó la teoría de la economía espacial, especialmente, la teoría de la renta de la tierra, a la luz de los conceptos de fuerzas atractivas y repulsivas. El problema fue más tarde  analizado por matemáticos como Chen, Hansen, Jaumard y Tuy (1992), y Jalal y Krarup (2003). El problema atracción-repulsión es visto por Ottaviano y Thisse (2005) como preludio de la Nueva Geografía Económica que ha desarrollado en la década de 1990, y le valió a Paul Krugman, un Premio Nobel en Ciencias Económicas en 2008.

### Aglomeración y desaglomeración
La aglomeración es el fenómeno de la agrupación espacial, o una concentración de empresas en un área relativamente pequeña. La agrupación y los vínculos permiten a las empresas individuales disfrutar de economías internas y externas. Las industrias auxiliares, las máquinas especializadas o los servicios utilizados ocasionalmente por empresas más grandes tienden a ubicarse en áreas de aglomeración, no solo para reducir los costos, sino para atender a las poblaciones más grandes.
La desaglomeración ocurre cuando las empresas y los servicios se retiran debido a las deseconomías de la concentración excesiva de las industrias. Las empresas que pueden lograr economías aumentando su escala de actividades industriales se benefician de la aglomeración. Sin embargo, después de alcanzar un tamaño óptimo, las instalaciones locales pueden llegar a estar sujetas a un exceso de impuestos, lo que lleva a un desplazamiento de las ventajas iniciales. Entonces la fuerza de la aglomeración puede eventualmente ser reemplazada por otras fuerzas que promuevan la desaglomeración.

## Globalización
Del mismo modo, la actividad industrial se considera una actividad económica secundaria, y también se habla de fabricación. La actividad industrial se puede desglosar aún más para incluir las siguientes actividades: procesamiento, creación de piezas intermedias, montaje final. Hoy en día con las corporaciones multinacionales, las tres actividades enumeradas anteriormente pueden ocurrir fuera de los países más desarrollados.
La teoría de Weber puede explicar algunas de las causas del movimiento actual, pero esa discusión no vino del propio Weber. Este descubrió que la actividad industrial es la menos costosa de producir. La ubicación de menor coste implica luego comercializar el producto al menor coste para el consumidor, al igual que los minoristas intentan obtener grandes cuotas de mercado en la actualidad. Económicamente, se explica como una forma de obtener ganancias; crear el producto más barato para el mercado de consumo genera un mayor volumen de ventas y, por lo tanto, mayores ganancias. Por lo tanto, las empresas que no se toman el tiempo para ubicar los insumos más baratos o los mercados más grandes no tendrían éxito, ya que su producto cuesta más de producir y le cuesta más al consumidor.
Su teoría tiene cinco suposiciones:
1. Su primera suposición se conoce como la suposición isótropa simple. Esto significa que el modelo está operativo en un solo país con una topografía, clima, tecnología y sistema económico uniformes
2. Su segunda suposición es que solo se considera un producto terminado a la vez, y el producto se envía a un mercado único.
3. El tercer supuesto es que las materias primas se fijan en ciertos lugares, y el mercado también está en una ubicación fija conocida.
4. La cuarta suposición es que la mano de obra está fijada geográficamente, pero está disponible en cantidades ilimitadas en cualquier sitio de producción seleccionado.
5. La suposición final es que los costos de transporte son una función directa del peso del artículo y la distancia de envío.

En consonancia con su teoría, creó el triángulo de ubicación. Su triángulo se usa con un mercado y dos fuentes de material. Esto ilustró que la fabricación que utiliza materiales puros nunca atará la ubicación de procesamiento al sitio del material. También las industrias que utilizan materiales de alta pérdida de peso tenderán a atraer la fabricación hacia la fuente de material en lugar de hacia el mercado. Además, muchas industrias seleccionarán una ubicación intermedia entre el mercado y el material. La última generalización se considera incorrecta porque se considera sesgada hacia ubicaciones intermedias.
Para explorar aún más la ubicación de las empresas, Weber también creó dos conceptos. El primero es un isotim, que es una línea de igual costo de transporte para cualquier producto o material. El segundo es el isodapano, que es una línea de costos totales de transporte. El isodapano se encuentra al agregar todos los isotims en una ubicación. La razón para usar isodapanos es introducir sistemáticamente el componente laboral en la teoría de ubicación de Weber.
Weber ha recibido muchas críticas. Se ha dicho que Weber no tuvo en cuenta de forma efectiva y realista la variación geográfica en la demanda del mercado, que se considera un factor de ubicación de influencia suprema. Además, su tratamiento del transporte no reconoció que estos costos no son proporcionales a la distancia y el peso, y que las ubicaciones intermedias requieren cargas terminales adicionales. La mano de obra no siempre está disponible en cantidad ilimitada en cualquier ubicación y suele ser bastante móvil a través de la migración. Además, la mayoría de las plantas de fabricación obtienen una gran cantidad de insumos de materiales y producen una amplia gama de productos para muchos mercados diversos, por lo que su teoría no se aplica fácilmente. Además, subestimó el efecto de la aglomeración.

## Obras
- Über den Standort der Industrie (Theory of the Location of Industries) 1909
- Ideen zur Staats - und Kultursoziologie (1927)
- Kulturgeschichte als Kultursoziologie (1935)
- Farewell to European History or the Conquest of Nihilism (1947)
- Einführung in die Soziologie (1955)
- Alfred Weber: Gesamtausgabe (1997-2003)